# Simone & Simaria
Simone & Simaria è stato un duo musicale brasiliano formatosi nel 2004 e scioltosi nel 2022. È stato costituito dalle cantanti e cantautrici Simone Mendes Rocha Diniz e Simaria Mendes Rocha Escrig.

## Storia del gruppo
Nate a Uibaí, Simone & Simaria hanno visto la svolta commerciale con la hit Loka, pubblicata nel 2017 e realizzata con la partecipazione di Anitta, che ha raggiunto la 6ª posizione della Brasil Hot 100 Airplay ed è stata certificata triplo diamante dalla Pro-Música Brasil con oltre 900 000 unità vendute in territorio brasiliano. Nel 2018 avviene la pubblicazione del singolo Ta tum tum, realizzato con MC Kevinho, che nel medesimo anno ha superato 600 000 unità di vendita in Brasile, venendo quindi certificato doppio disco di diamante, e incidono come artiste ospiti il singolo Novo della cantante italiana Laura Pausini, incluso nel tredicesimo album in studio di quest'ultima Fatti sentire.

## Formazione
- Simone – voce
- Simaria – voce

## Discografia

### Album in studio
- 2004 – Nã, nã, nim na não
- 2012 – As Coleguinhas - vol. 1
- 2013 – As Coleguinhas - vol. 2
- 2014 – As Coleguinhas - vol. 3
- 2015 – As Coleguinhas - vol. 4

### Album dal vivo
- 2013 – Ao vivo em Manaus
- 2015 – Bar das Coleguinhas
- 2016 – Live
- 2019 – Aperte o play

### EP
- 2020 – Simone & Simaria românticas
- 2020 – Chora não, Coleguinha!
- 2020 – Debaixo do meu telhado EP 1
- 2020 – Debaixo do meu telhado EP 2
- 2022 – Bar das Coleguinhas 2

### Raccolte
- 2017 – Duetos
- 2020 – Churrasco das Coleguinhas

### Singoli
- 2016 – Duvido você não tomar uma
- 2016 – 126 cabinas
- 2017 – Loka (feat. Anitta)
- 2017 – Regime fechado
- 2018 – Paga de solteiro feliz  (feat. Alok)
- 2028 – Ta tum tum (con MC Kevinho)
- 2018 – Espalhar amor (con Padre Reginaldo Manzotti)
- 2018 – Mal acostumada
- 2018 – Né (con Juan Marcus & Vinicius)
- 2018 – Um em um milhão
- 2019 – Qualidade de vita (con Ludmilla)
- 2019 – Liga liga (con Léo Santana)
- 2019 – Consciência suja (con Luan Santana)
- 2019 – Abusas (con Joy Montana)
- 2019 – Troquinho (con Wallas Arrais)
- 2019 – O que é o que é? (con Marília Mendonça)
- 2019 – Tá que tá (con MC Zaac)
- 2020 – Amoreco
- 2020 – Não desisto (con Padre Fábio de Melo)
- 2020 – Os boys amam o ex chora (con Jerry Smith)
- 2020 – Na classe (con Bruno & Marrone)
- 2020 – Aí lascou (con Dilsinho)
- 2021 – Carro do ovo (con Tierry)
- 2021 – No llores más (con Sebastián Yatra)
- 2021 – Baldinho
- 2022 – Vontade de morder (con Zé Felipe)
- 2022 – Rapariga
- 2022 – Eu quero recair (con Mari Fernandez)

### Collaborazioni
- 2018 – Novo (Laura Pausini feat. Simone & Simaria)
- 2020 – Consciência (Calema feat. Simone & Simaria)